# (12368) Mutsaers
(12368) Mutsaers est un astéroïde de la ceinture principale.

## Description
(12368) Mutsaers est un astéroïde de la ceinture principale. Il fut découvert le 7 février 1994 à La Silla par Eric Walter Elst. Il présente une orbite caractérisée par un demi-grand axe de 2,35 UA, une excentricité de 0,21 et une inclinaison de 2,0° par rapport à l'écliptique.

## Compléments